# Asura obsolescens
Asura obsolescens là một loài bướm đêm thuộc phân họ Arctiinae, họ Erebidae.